# アルゼンチンの空港の一覧
アルゼンチンの空港の一覧を示す。

## 空港
| 都市                                              | ICAO | IATA | 空港名                                                                          | 地理座標                                                                 |
| ------------------------------------------------- | ---- | ---- | ------------------------------------------------------------------------------- | ------------------------------------------------------------------------ |
| アルト・リオ・センゲル                            | SAVR | ARR  | アルト・リオ・センゲル空港                                                      | 南緯45度0分48.4秒 西経70度48分46.3秒 / 南緯45.013444度 西経70.812861度   |
| アスコチンガ                                      | SACN |      | アスコチンガ空港                                                                | 南緯30度59分24.8秒 西経64度14分38.5秒 / 南緯30.990222度 西経64.244028度  |
| アスル                                            | SAZA | ZUL  | アスル空港                                                                      | 南緯36度50分13.8秒 西経59度52分50.6秒 / 南緯36.837167度 西経59.880722度  |
| バイアブランカ                                    | SAZB | BHI  | コマンダンテ・エスポラ空港                                                      | 南緯38度43分29秒 西経62度10分09秒 / 南緯38.72472度 西経62.16917度        |
| バリローチェ                                      | SAZS | BRC  | サン・カルロス・デ・バリローチェ空港                                            | 南緯41度09分04秒 西経71度09分27秒 / 南緯41.15111度 西経71.15750度        |
| ベニート・フアレス                                | SAZJ | JRZ  | ベニート・フアレス空港                                                          | 南緯37度42分22.0秒 西経059度47分31.4秒 / 南緯37.706111度 西経59.792056度 |
| ベルナルド・デ・イリゴジェン                      | SATI | IRI  | ベルナルド・デ・イリゴジェン空港                                                | 南緯26度15分0.0秒 西経053度37分45.9秒 / 南緯26.250000度 西経53.629417度  |
| ボリバル                                          | SAZI | BLR  | ボリバル空港                                                                    | 南緯36度11分11秒 西経61度04分34秒 / 南緯36.18639度 西経61.07611度        |
| ブエノスアイレス                                  | SABE | AEP  | ホルヘ・ニューベリー空港                                                        | 南緯34度33分33.0秒 西経058度24分56.7秒 / 南緯34.559167度 西経58.415750度 |
| エセイサ                                          | SAEZ | EZE  | エセイサ国際空港                                                                | 南緯34度49分20秒 西経58度32分09秒 / 南緯34.82222度 西経58.53583度        |
| ブエノスアイレス                                  | SABC |      | Fuerza Aérea (Edificio Cóndor) Heliport                                         | 南緯34度35分9.4秒 西経58度22分5.0秒 / 南緯34.585944度 西経58.368056度    |
| カンポ・アレナル                                  |      |      | カンポ・アレナル飛行場                                                          | 南緯27度04分20秒 西経66度35分11秒 / 南緯27.07222度 西経66.58639度        |
| カタマルカ                                        | SANC | CTC  | コロネル・フェリペ・バレーラ国際空港                                            | 南緯28度35分35秒 西経65度45分03秒 / 南緯28.59306度 西経65.75083度        |
| カビアウエ                                        | SAHE | CVH  | カビアウエ空港                                                                  | 南緯37度51分4.6秒 西経71度0分34.1秒 / 南緯37.851278度 西経71.009472度    |
| セレス                                            | SANW | CRR  | セレス空港                                                                      | 南緯29度52分18.8秒 西経61度55分37.3秒 / 南緯29.871889度 西経61.927028度  |
| セロ・カテドラル                                  | SAZK |      | セロ・カテドラル・ヘリポート                                                    | 南緯41度9分51.8秒 西経71度26分25.0秒 / 南緯41.164389度 西経71.440278度   |
| チャミカル                                        | SACT | GOR  | ゴバルナドール・ゴルディージョ空港                                              | 南緯30度20分37.2秒 西経66度17分38.4秒 / 南緯30.343667度 西経66.294000度  |
| チェペス                                          | SACP |      | チェペス空港                                                                    | 南緯31度21分20.8秒 西経66度35分27.2秒 / 南緯31.355778度 西経66.590889度  |
| チレシト                                          | SANO | ITO  | チレシト空港 (Brigadier Mayor Juan Facundo Quiroga Airport)                     | 南緯29度13分26秒 西経67度26分20秒 / 南緯29.22389度 西経67.43889度        |
| チョス・マラル                                    | SAHC | CHM  | チョス・マラル空港                                                              | 南緯37度26分40.8秒 西経070度13分20.1秒 / 南緯37.444667度 西経70.222250度 |
| クロリンダ                                        | SATC | CLX  | クロリンダ空港                                                                  | 南緯25度18分17.1秒 西経57度44分5.4秒 / 南緯25.304750度 西経57.734833度   |
| カトリエル                                        |      | CCT  | コロニア・カトリエル空港                                                        | 南緯37度54分32.2秒 西経67度49分53.9秒 / 南緯37.908944度 西経67.831639度  |
| ラス・エラス                                      | SAVH | LHS  | コロニア・ラス・エラス空港                                                      | 南緯46度32分18.4秒 西経68度57分55.2秒 / 南緯46.538444度 西経68.965333度  |
| コモドーロ・リバダビア                            | SAVC | CRD  | ヘネラル・エンリケ・モスコニ国際空港                                            | 南緯45度47分07秒 西経67度27分55秒 / 南緯45.78528度 西経67.46528度        |
| コンコルディア                                    | SAAC | COC  | コモドーロ・ピエレステギ空港                                                    | 南緯31度17分49秒 西経57度59分47秒 / 南緯31.29694度 西経57.99639度        |
| コルドバ                                          | SACO | COR  | インヘニエロ・アンブロシオ・タラベジャ国際空港                                  | 南緯31度19分25秒 西経64度12分28秒 / 南緯31.32361度 西経64.20778度        |
| コルドバ                                          | SACA |      | カピタン・オマル・ダリオ・ヘラルディ空港                                        | 南緯31度26分28.9秒 西経64度15分31.2秒 / 南緯31.441361度 西経64.258667度  |
| コルドバ                                          | SACE |      | アルゼンチン空軍航空学校飛行場                                                  | 南緯31度26分41.0秒 西経64度17分0.7秒 / 南緯31.444722度 西経64.283528度   |
| コロネル・オルメド (Coronel Olmedo)               | SACD | EDO  | コロネル・オルメド空港                                                          | 南緯31度29分16.0秒 西経64度8分30.4秒 / 南緯31.487778度 西経64.141778度   |
| コロネル・スアレス                                | SAZC | SUZ  | ブリガディーア・ヘクター・エドゥアルド・ルイス飛行場                            | 南緯37度26分46秒 西経61度53分21秒 / 南緯37.44611度 西経61.88917度        |
| コリエンテス                                      | SARC | CNQ  | ドクトル・フェルナンド・ピラヒーネ・ニベイロ国際空港                            | 南緯27度26分43秒 西経58度45分42秒 / 南緯27.44528度 西経58.76167度        |
| クトラル・コ                                      | SAZW | CUT  | クトラル・コ空港                                                                | 南緯38度56分22秒 西経69度15分52秒 / 南緯38.93944度 西経69.26444度        |
| クルス・クアティア                                | SATU | UZU  | クルス・クアティア空港                                                          | 南緯29度46分14秒 西経57度58分44秒 / 南緯29.77056度 西経57.97889度        |
| ドロレス                                          | SAZD | DOL  | ドロレス空港                                                                    | 南緯36度19分11.3秒 西経57度43分14.9秒 / 南緯36.319806度 西経57.720806度  |
| エル・ボルソン                                    | SAVB | EHL  | エル・ボルソン空港                                                              | 南緯41度56分35秒 西経71度31分56秒 / 南緯41.94306度 西経71.53222度        |
| エル・カラファテ                                  | SAWC | FTE  | コマンダンテ・アルマンド・トーラ国際空港                                        | 南緯50度16分49秒 西経72度03分11秒 / 南緯50.28028度 西経72.05306度        |
| エル・カラファテ                                  | SAWA | ING  | Lago Argentino Airport (閉鎖)                                                   | 南緯50度20分7.7秒 西経72度14分55.2秒 / 南緯50.335472度 西経72.248667度   |
| エルドラド                                        | SATD | ELO  | エルドラド空港                                                                  | 南緯26度23分51.9秒 西経054度34分29.0秒 / 南緯26.397750度 西経54.574722度 |
| エル・マイテン                                    | SAVD | EMX  | エル・マイテン空港                                                              | 南緯42度1分48.5秒 西経71度10分14.4秒 / 南緯42.030139度 西経71.170667度   |
| エル・パロマル                                    | SADP | PAL  | エル・パロマル空港                                                              | 南緯34度36分35秒 西経58度36分45秒 / 南緯34.60972度 西経58.61250度        |
| エスケル                                          | SAVE | EQS  | エスケル空港 (Brigadier Antonio Parodi Airport)                                 | 南緯42度54分28秒 西経71度08分22秒 / 南緯42.90778度 西経71.13944度        |
| フォルモーサ                                      | SARF | FMA  | フォルモーサ国際空港 (エル・プク空港)                                           | 南緯26度12分45秒 西経58度13分41秒 / 南緯26.21250度 西経58.22806度        |
| ヘネラル・アチャ                                  | SAEA | ACH  | ヘネラル・アチャ空港                                                            | 南緯37度24分1.5秒 西経64度36分44.4秒 / 南緯37.400417度 西経64.612333度   |
| ヘネラル・アルベアール                            | SAMA | GNA  | ヘネラル・アルベアール空港                                                      | 南緯35度3分34.0秒 西経67度41分34.9秒 / 南緯35.059444度 西経67.693028度   |
| ヘネラル・ピコ                                    | SAZG | GPO  | ヘネラル・ピコ空港                                                              | 南緯35度41分46秒 西経63度45分29秒 / 南緯35.69611度 西経63.75806度        |
| ヘネラル・ロカ                                    | SAHR | GNR  | ドクター・アルトゥーロ・ウンベルト・イリア空港                                  | 南緯39度00分02秒 西経67度37分13秒 / 南緯39.00056度 西経67.62028度        |
| ゴベルナドル・グレゴレス                          | SAWR | GGS  | ゴベルナドル・グレゴレス空港                                                    | 南緯48度46分58秒 西経70度08分57秒 / 南緯48.78278度 西経70.14917度        |
| グアレグアイチュ                                  | SAAG | GHU  | グアレグアイチュ空港                                                            | 南緯33度00分37秒 西経58度36分47秒 / 南緯33.01028度 西経58.61306度        |
| ゴヤ                                              | SATG | OYA  | ゴヤ空港                                                                        | 南緯29度05分58秒 西経59度15分02秒 / 南緯29.09944度 西経59.25056度        |
| インヘニェロ・ハコバクシ                          | SAVJ | IGB  | インヘニェロ・ハコバクシ空港                                                    | 南緯41度19分15.3秒 西経69度34分29.5秒 / 南緯41.320917度 西経69.574861度  |
| マルティン・ガルシア島                            | SAAK |      | マルティン・ガルシア島空港                                                      | 南緯34度10分55秒 西経58度14分49秒 / 南緯34.18194度 西経58.24694度        |
| イトゥサインゴ                                    | SARO | YTA  | イトゥサインゴ・ヤキレタ空港                                                    | 南緯27度31分30.7秒 西経056度38分2.4秒 / 南緯27.525194度 西経56.634000度  |
| ホセ C. パス                                      | SADJ | ENO  | マリアーノ・モレノ空港                                                          | 南緯34度33分38秒 西経58度47分22秒 / 南緯34.56056度 西経58.78944度        |
| ホセ・デ・サン・マルティン                        | SAWS | JSM  | ホセ・デ・サン・マルティン空港                                                  | 南緯44度2分55.6秒 西経70度27分2.7秒 / 南緯44.048778度 西経70.450750度    |
| フニン                                            | SAAJ | JNI  | フニン空港                                                                      | 南緯34度32分45秒 西経60度55分50秒 / 南緯34.54583度 西経60.93056度        |
| フフイ                                            | SASJ | JUJ  | ゴベルナドル・オラシオ・グスマン国際空港                                        | 南緯24度23分34秒 西経65度05分52秒 / 南緯24.39278度 西経65.09778度        |
| ラ・クンブレ                                      | SACC | LCM  | ラ・クンブレ空港                                                                | 南緯31度0分21.1秒 西経64度31分54.5秒 / 南緯31.005861度 西経64.531806度   |
| ラ・パス                                          | SAMP | LAZ  | La Paz Aeroclub                                                                 | 南緯30度44分38.6秒 西経059度34分8.5秒 / 南緯30.744056度 西経59.569028度  |
| ラプラタ                                          | SADL | LPG  | ラプラタ空港                                                                    | 南緯34度58分20秒 西経57度53分40秒 / 南緯34.97222度 西経57.89444度        |
| ラ・キアカ                                        | SASQ |      | ラ・キアカ空港                                                                  | 南緯22度9分41.9秒 西経065度34分19.9秒 / 南緯22.161639度 西経65.572194度  |
| ラ・リオハ                                        | SANL | IRJ  | カピタン・ビセンテ・アルマンドス・アルモナシド空港                              | 南緯29度22分53秒 西経66度47分45秒 / 南緯29.38139度 西経66.79583度        |
| ラボウライェ                                      | SAOL | LYE  | ラボウライェ空港                                                                | 南緯34度08分08秒 西経63度21分44秒 / 南緯34.13556度 西経63.36222度        |
| ラス・フロレス                                    | SAEL | FLO  | ラス・フロレス空港                                                              | 南緯36度4分1.6秒 西経059度6分15.7秒 / 南緯36.067111度 西経59.104361度    |
| ラス・ロミタス                                    | SATK | LLS  | アルフェレス・アルマンド・ロドリゲス空港                                        | 南緯24度43分15.8秒 西経60度32分56.6秒 / 南緯24.721056度 西経60.549056度  |
| マラルグエ                                        | SAMM | LGS  | コモドーロ D. リカルド・サロモン空港                                            | 南緯35度29分36秒 西経69度34分27秒 / 南緯35.49333度 西経69.57417度        |
| マキンチャオ                                      | SAVQ | MQD  | マキンチャオ空港                                                                | 南緯41度14分23.9秒 西経068度42分3.5秒 / 南緯41.239972度 西経68.700972度  |
| マル・デル・プラタ                                | SAZM | MDQ  | アスター・ピアソラ国際空港 (formerly Brig. General Bartolomé de la Colina)      | 南緯37度56分03秒 西経57度34分24秒 / 南緯37.93417度 西経57.57333度        |
| マルコス・ファレス                                | SAOM | MJZ  | マルコス・ファレス空港 (おそらく閉鎖)                                           | 南緯32度41分2.8秒 西経062度9分29.4秒 / 南緯32.684111度 西経62.158167度   |
| Matanza                                           | SADZ | MAT  | Univ. Río Matanza Aeroclub                                                      | 南緯34度43分42.0秒 西経058度30分3.2秒 / 南緯34.728333度 西経58.500889度  |
| マサルカ (Mazaruca)                               | SAAM |      | マサルカ空港                                                                    | 南緯33度35分40.7秒 西経59度16分3.2秒 / 南緯33.594639度 西経59.267556度   |
| メンドーサ                                        | SAME | MDZ  | フランシスコ・ガブリエリ国際空港 (El Plumerillo International Airport)          | 南緯32度49分54秒 西経68度47分34秒 / 南緯32.83167度 西経68.79278度        |
| メンドーサ                                        | SAMQ | MAE  | Ciudad de Mendoza Airpark                                                       | 南緯32度51分54.5秒 西経068度52分17.9秒 / 南緯32.865139度 西経68.871639度 |
| メルセデス                                        | SATM | MDX  | メルセデス空港                                                                  | 南緯29度13分8.2秒 西経58度5分13.1秒 / 南緯29.218944度 西経58.086972度    |
| ミラマール                                        |      | MJR  | ミラマール空港                                                                  | 南緯38度13分37秒 西経57度52分10秒 / 南緯38.22694度 西経57.86944度        |
| モンテ・カセロス                                  | SARM | MCS  | モンテ・カセロス空港                                                            | 南緯30度16分19秒 西経57度38分25秒 / 南緯30.27194度 西経57.64028度        |
| モンテ・ケマド                                    | SACQ | MTQ  | モンテ・ケマド空港                                                              | 南緯25度47分22.6秒 西経062度49分50.1秒 / 南緯25.789611度 西経62.830583度 |
| モロン                                            | SADM | MOR  | モロン空港（軍民共用）                                                          | 南緯34度40分34秒 西経058度38分34秒 / 南緯34.67611度 西経58.64278度       |
| ネコチェア                                        | SAZO | NEC  | ネコチェア空港 (インテンデンテ・エドガルド・ヒューゴ・イェルポ空港)             | 南緯38度28分59秒 西経58度49分02秒 / 南緯38.48306度 西経58.81722度        |
| ネウケン                                          | SAZN | NQN  | プレシデンテ・ペロン国際空港                                                    | 南緯38度56分56秒 西経68度09分20秒 / 南緯38.94889度 西経68.15556度        |
| ヌエベ・デ・フリオ                                | SAZX | LIO  | ヌエベ・デ・フリオ空港                                                          | 南緯35度23分54.4秒 西経60度56分15.8秒 / 南緯35.398444度 西経60.937722度  |
| オベラ                                            | SATO | OBE  | オベラ空港                                                                      | 南緯27度31分5.1秒 西経055度7分27.2秒 / 南緯27.518083度 西経55.124222度   |
| オラバリア                                        | SAZF | OLA  | オラバリア空港                                                                  | 南緯36度53分24.3秒 西経60度12分59.3秒 / 南緯36.890083度 西経60.216472度  |
| オラン                                            | SASO | ORA  | オラン空港                                                                      | 南緯23度09分10秒 西経64度19分45秒 / 南緯23.15278度 西経64.32917度        |
| パラナ                                            | SAAP | PRA  | ヘネラル・フスト・ホセ・デ・ウルキサ空港                                        | 南緯31度47分41秒 西経60度28分49秒 / 南緯31.79472度 西経60.48028度        |
| パソ・デ・ロス・リブレス                          | SARL | AOL  | パソ・デ・ロス・リブレス空港                                                    | 南緯29度41分21秒 西経57度09分07秒 / 南緯29.68917度 西経57.15194度        |
| ペワホ                                            | SAZP | PEH  | コモドロ P. サンニ空港                                                          | 南緯35度50分40秒 西経61度51分27秒 / 南緯35.84444度 西経61.85750度        |
| ペルガミーノ                                      | SAAN | PER  | Pergamino Aeroclub                                                              | 南緯33度55分15.3秒 西経060度38分58.0秒 / 南緯33.920917度 西経60.649444度 |
| ペリート・モレノ                                  | SAWP | PMQ  | ペリート・モレノ空港                                                            | 南緯46度32分16秒 西経70度58分43秒 / 南緯46.53778度 西経70.97861度        |
| ピグエ                                            | SAZE | PIG  | ピグエ空港                                                                      | 南緯37度36分2.4秒 西経62度22分40.4秒 / 南緯37.600667度 西経62.377889度   |
| ポサーダス                                        | SARP | PSS  | リベルタドール・ヘネラル・ホセ・デ・サン・マルティン空港                        | 南緯27度23分09秒 西経55度58分14秒 / 南緯27.38583度 西経55.97056度        |
| プレシデンシア・ロケ・サエンス・ペーニャ          | SARS | PSP  | プレシデンシア・ロケ・サエンス・ペーニャ空港                                    | 南緯26度45分20.2秒 西経060度29分36.3秒 / 南緯26.755611度 西経60.493417度 |
| プエルチェス                                      | SAZU |      | プエルチェス空港                                                                | 南緯38度8分42.5秒 西経65度55分24.0秒 / 南緯38.145139度 西経65.923333度   |
| プエルト・デセアド                                | SAWD | PUD  | プエルト・デセアド空港                                                          | 南緯47度44分07秒 西経65度54分15秒 / 南緯47.73528度 西経65.90417度        |
| プエルト・イグアス                                | SARI | IGR  | イグアスの滝国際空港 (Mayor D. Carlos Eduardo Krause Airport)                   | 南緯25度44分14秒 西経54度28分24秒 / 南緯25.73722度 西経54.47333度        |
| プエルト・マドリン                                | SAVY | PMY  | エル・テウェルチェ空港                                                          | 南緯42度45分32秒 西経65度06分09秒 / 南緯42.75889度 西経65.10250度        |
| プエルト・サン・フリアン                          | SAWJ | ULA  | カピタン・ホセ・ダニエル・バスケス空港                                          | 南緯49度18分24秒 西経67度48分09秒 / 南緯49.30667度 西経67.80250度        |
| プンタ・インディオ (Punta Indio)                  | SAAI |      | プンタ・インディオ海軍航空基地                                                  | 南緯35度20分52.2秒 西経057度17分40.3秒 / 南緯35.347833度 西経57.294528度 |
| プンタ・デ・バカス                                | SAML |      | プンタ・デ・バカス・ヘリポート                                                  | 南緯32度51分2.8秒 西経69度45分26.2秒 / 南緯32.850778度 西経69.757278度   |
| キルメス                                          | SADQ | ILM  | キルメス空港                                                                    | 南緯34度42分24.2秒 西経058度14分40.3秒 / 南緯34.706722度 西経58.244528度 |
| ラファエラ                                        | SAFR | RLA  | ラファエラ空港                                                                  | 南緯31度16分56.8秒 西経061度30分6.2秒 / 南緯31.282444度 西経61.501722度  |
| レコンキスタ                                      | SATR | RCQ  | レコンキスタ空港                                                                | 南緯29度12分37秒 西経59度40分48秒 / 南緯29.21028度 西経59.68000度        |
| レシステンシア                                    | SARE | RES  | レシステンシア国際空港 (ホセ・デ・サン・マルティン空港)                         | 南緯27度26分59秒 西経59度03分22秒 / 南緯27.44972度 西経59.05611度        |
| レシステンシア                                    | SARR | RES  | Resistencia Aeroclub                                                            | 南緯27度37分55.0秒 西経59度10分48.5秒 / 南緯27.631944度 西経59.180139度  |
| リンコン・デ・ロス・サウセス                      | SAHS | RDS  | リンコン・デ・ロス・サウセス空港                                                | 南緯37度23分26秒 西経68度54分15秒 / 南緯37.39056度 西経68.90417度        |
| リオ・コロラド                                    | SAZQ | COL  | リオ・コロラド空港                                                              | 南緯38度59分41.7秒 西経64度8分25.6秒 / 南緯38.994917度 西経64.140444度   |
| リオ・クアルト                                    | SAOC | RCU  | ラス・イゲラス空港 (Río Cuarto / Area de Material)                              | 南緯33度05分06秒 西経64度15分40秒 / 南緯33.08500度 西経64.26111度        |
| リオ・ガジェゴス                                  | SAWG | RGL  | リオ・ガジェゴス国際空港                                                        | 南緯51度36分31秒 西経69度18分45秒 / 南緯51.60861度 西経69.31250度        |
| リオ・グランデ                                    | SAWE | RGA  | エルメス・キハーダ国際空港 (リオ・グランデ空港)                                 | 南緯53度46分39秒 西経67度44分57秒 / 南緯53.77750度 西経67.74917度        |
| リオ・マヨ                                        | SAWM | ROY  | リオ・マヨ空港                                                                  | 南緯45度42分14.9秒 西経70度14分37.1秒 / 南緯45.704139度 西経70.243639度  |
| リオ・セルセロ                                    | SAOE | RCR  | リオ・セルセロ空港                                                              | 南緯32度10分23.8秒 西経064度5分18.1秒 / 南緯32.173278度 西経64.088361度  |
| リオ・トゥルビオ                                  | SAWT | RYO  | リオ・トゥルビオ空港                                                            | 南緯51度36分00秒 西経73度17分00秒 / 南緯51.60000度 西経73.28333度        |
| リバダビア                                        | SASR | RVD  | リバダビア空港                                                                  | 南緯33度13分43.0秒 西経68度28分26.6秒 / 南緯33.228611度 西経68.474056度  |
| ロサリオ                                          | SAAR | ROS  | ロサリオ＝イスラス・マルビナス国際空港                                          | 南緯32度54分13秒 西経60度47分06秒 / 南緯32.90361度 西経60.78500度        |
| サルタ                                            | SASA | SLA  | マルティン・ミゲル・デ・グエメス国際空港 (El Aybal Airport)                     | 南緯24度51分21秒 西経65度29分10秒 / 南緯24.85583度 西経65.48611度        |
| サン・アントニオ・デ・アレコ                      | SAAA | SNT  | サン・アントニオ・デ・アレコ空港                                                | 南緯34度12分40.5秒 西経059度23分29.5秒 / 南緯34.211250度 西経59.391528度 |
| サン・アントニオ・オエステ                        | SAVN | OES  | サン・アントニオ・オエステ空港                                                  | 南緯40度45分04秒 西経65度02分03秒 / 南緯40.75111度 西経65.03417度        |
| サン・カルロス                                    | SAMS |      | サン・カルロス空港                                                              | 南緯33度46分51.3秒 西経69度4分6.2秒 / 南緯33.780917度 西経69.068389度    |
| サン・フェルナンド                                | SADF | FDO  | サン・フェルナンド空港                                                          | 南緯34度27分11秒 西経58度35分22秒 / 南緯34.45306度 西経58.58944度        |
| サン・ホセ・デ・ハチャル                          | SAMJ |      | ハチャル空港                                                                    | 南緯30度14分52.6秒 西経068度45分55.2秒 / 南緯30.247944度 西経68.765333度 |
| サンフアン                                        | SANU | UAQ  | ドミンゴ・ファウスティーノ・サルミエント空港                                    | 南緯31度34分17秒 西経68度25分05秒 / 南緯31.57139度 西経68.41806度        |
| サン・フスト                                      | SADS | JUS  | Aeroclub Argentino                                                              | 南緯34度43分49.8秒 西経58度35分58.2秒 / 南緯34.730500度 西経58.599500度  |
| サン・ルイス                                      | SAOU | LUQ  | ブリガディーア・マヨール・セザール・ラウル・オハダ空港                          | 南緯33度16分23秒 西経66度21分23秒 / 南緯33.27306度 西経66.35639度        |
| サン・マルティン                                  | SAMI | STI  | サン・マルティン空港                                                            | 南緯33度3分45.3秒 西経068度30分30.4秒 / 南緯33.062583度 西経68.508444度  |
| サン・マルティン・デ・ロス・アンデス / チャペルコ | SAZY | CPC  | アヴィアドール・カルロス・カンポス空港 (チャペルコ空港)                         | 南緯40度04分31秒 西経71度08分14秒 / 南緯40.07528度 西経71.13722度        |
| サンミゲル                                        | SADO |      | カンポ・デ・マヨ空港                                                            | 南緯34度32分3.6秒 西経58度40分19.0秒 / 南緯34.534333度 西経58.671944度   |
| サン・ラファエル                                  | SAMR | AFA  | サン・ラファエル空港 (スブオフィシアル・アユダンテ・サンティアゴ・ヘルマノ空港) | 南緯34度35分17秒 西経68度24分13秒 / 南緯34.58806度 西経68.40361度        |
| プエルト・サンタ・クルス (Puerto Santa Cruz)      | SAWU | RZA  | サンタ・クルス空港 (プエルト・サンタ・クルス空港)                               | 南緯50度00分59秒 西経68度34分45秒 / 南緯50.01639度 西経68.57917度        |
| サンタフェ                                        | SAFE | SFE  | サンタフェ空港                                                                  | 南緯31度39分34.0秒 西経60度48分53.3秒 / 南緯31.659444度 西経60.814806度  |
| サンタローサ                                      | SAZR | RSA  | サンタローサ空港                                                                | 南緯36度35分17秒 西経64度16分32秒 / 南緯36.58806度 西経64.27556度        |
| サンタ・ロサ・デ・コンララ                        | SAOS | RLO  | バジェ・デル・コンララ空港                                                      | 南緯32度23分05秒 西経65度11分11秒 / 南緯32.38472度 西経65.18639度        |
| サンタ・テレシータ                                | SAZL | SST  | サンタ・テレシータ空港                                                          | 南緯36度32分32秒 西経56度43分18秒 / 南緯36.54222度 西経56.72167度        |
| サンティアゴ・デル・エステロ                      | SANE | SDE  | ビセコモドーロ・アンヘル・デ・ラ・パス・アラゴネス空港                          | 南緯27度45分56秒 西経64度18分36秒 / 南緯27.76556度 西経64.31000度        |
| サルミエント (チュブ州)                           | SAVM | OLN  | ラゴ・ムステルス空港                                                            | 南緯45度34分56.0秒 西経69度0分2.8秒 / 南緯45.582222度 西経69.000778度    |
| サウセ・ビエホ                                    | SAAV | SFN  | サウセ・ビエホ空港                                                              | 南緯31度42分42秒 西経60度48分42秒 / 南緯31.71167度 西経60.81167度        |
| シエラ・グランデ (Sierra Grande)                  | SAVS | SGV  | シエラ・グランデ                                                                | 南緯41度35分28.3秒 西経65度20分23.0秒 / 南緯41.591194度 西経65.339722度  |
| タンディル                                        | SAZT | TDL  | タンディル空港 (Héroes de Malvinas Airport)                                     | 南緯37度14分14秒 西経59度13分40秒 / 南緯37.23722度 西経59.22778度        |
| タルタガル                                        | SAST | TTG  | タルタガル空港                                                                  | 南緯22度37分09秒 西経63度47分35秒 / 南緯22.61917度 西経63.79306度        |
| テルマス・デ・リオ・オンド                        | SANH | RHD  | ラス・テルマス空港                                                              | 南緯27度30分51.7秒 西経64度54分19.5秒 / 南緯27.514361度 西経64.905417度  |
| ティノガスタ                                      | SANI | TIN  | ティノガスタ空港                                                                | 南緯28度2分27.2秒 西経067度34分39.7秒 / 南緯28.040889度 西経67.577694度  |
| トルウイン                                        | SAWL |      | トルウイン・ラゴ・ファニャーノ空港                                              | 南緯54度29分58.5秒 西経067度10分20.2秒 / 南緯54.499583度 西経67.172278度 |
| トレレウ                                          | SAVT | REL  | アルミランテ・マルコ・アンドレス・サル空港                                      | 南緯43度12分37秒 西経65度16分13秒 / 南緯43.21028度 西経65.27028度        |
| トレンケ・ラウケン                                | SAET | TQL  | ニャンコ・ラウケン空港                                                          | 南緯35度58分16.0秒 西経62度46分20.7秒 / 南緯35.971111度 西経62.772417度  |
| トレス・アロヨス                                  | SAZH | OYO  | トレス・アロヨス空港                                                            | 南緯38度23分13秒 西経60度19分47秒 / 南緯38.38694度 西経60.32972度        |
| サン・ミゲル・デ・トゥクマン                      | SANT | TUC  | テニエンテ・ヘネラル・ベンハミン・マティエンソ国際空港                          | 南緯26度50分27秒 西経65度06分17秒 / 南緯26.84083度 西経65.10472度        |
| サン・ミゲル・デ・トゥクマン                      |      | TCM  | マウリシオ・ジリ飛行場 (Tucumán Aeroclub)                                       | 南緯26度47分45秒 西経65度18分34秒 / 南緯26.79583度 西経65.30944度        |
| ウシュアイア                                      | SAWH | USH  | ウシュアイア国際空港                                                            | 南緯54度50分35秒 西経68度17分44秒 / 南緯54.84306度 西経68.29556度        |
| ウシュアイア                                      | SAWO |      | Ushuaia Aeroclub                                                                | 南緯54度49分22.2秒 西経068度18分15.5秒 / 南緯54.822833度 西経68.304306度 |
| ウスパジャタ                                      | SAMU |      | ウスパジャタ空港                                                                | 南緯32度32分20.2秒 西経069度20分45.9秒 / 南緯32.538944度 西経69.346083度 |
| バルチェタ                                        |      | VCF  | バルチェタ空港                                                                  | 南緯40度41分59.0秒 西経66度8分58.3秒 / 南緯40.699722度 西経66.149528度   |
| ビエドマ                                          | SAVV | VDM  | ゴベルナドール・エドガルド・カステージョ空港                                    | 南緯40度52分09秒 西経63度00分01秒 / 南緯40.86917度 西経63.00028度        |
| ビジャ・アンヘラ                                  | SARV | VAN  | ビジャ・アンヘラ空港                                                            | 南緯27度35分42.1秒 西経60度41分3.0秒 / 南緯27.595028度 西経60.684167度   |
| ビジャ・デ・メルロ                                | SADR | MLO  | ビジャ・デ・メルロ空港                                                          | 南緯32度21分21.8秒 西経65度1分2.1秒 / 南緯32.356056度 西経65.017250度    |
| ビジャ・デ・ソト (Villa de Soto)                  | SACS |      | ビジャ・デ・ソト空港                                                            | 南緯30度52分32.0秒 西経64度59分35.1秒 / 南緯30.875556度 西経64.993083度  |
| ビジャ・ドロレス                                  | SAOD | VDR  | ビジャ・ドロレス空港                                                            | 南緯31度56分43秒 西経65度08分47秒 / 南緯31.94528度 西経65.14639度        |
| ビジャ・ヘネラル・ミトレ (Villa General Mitre)    | SACM |      | ビジャ・ヘネラル・ミトレ空港                                                    | 南緯30度41分57.7秒 西経064度2分17.2秒 / 南緯30.699361度 西経64.038111度  |
| ビジャ・ヘセル                                    | SAZV | VLG  | ビジャ・ヘセル空港                                                              | 南緯37度14分07秒 西経57度01分45秒 / 南緯37.23528度 西経57.02917度        |
| ビジャ・デ・マリア                                | SACV |      | ビジャ・デ・マリア・デル・リオ・セコ空港                                        | 南緯29度55分29.3秒 西経63度38分38.3秒 / 南緯29.924806度 西経63.643972度  |
| ビジャ・レイノルドス                              | SAOR | VME  | ビジャ・レイノルドス空港                                                        | 南緯33度43分30秒 西経65度22分41秒 / 南緯33.72500度 西経65.37806度        |
| ビリャグアイ                                      | SAAU | VIL  | ビリャグアイ空港                                                                | 南緯31度51分2.6秒 西経59度4分22.8秒 / 南緯31.850722度 西経59.073000度    |
| サパラ                                            | SAHZ | APZ  | サパラ空港                                                                      | 南緯38度58分31秒 西経70度06分49秒 / 南緯38.97528度 西経70.11361度        |